# Municipio de Independence (condado de Hamilton)
El municipio de Independence (en inglés: Independence Township) es un municipio ubicado en el condado de Hamilton en el estado estadounidense de Iowa. En el año 2010 tenía una población de 424 habitantes y una densidad poblacional de 4,93 personas por kilómetro cuadrado.

## Geografía
El municipio de Independence se encuentra ubicado en las coordenadas 42°25′15″N 93°45′10″O / 42.42083, -93.75278. Según la Oficina del Censo de los Estados Unidos, el municipio tiene una superficie total de 85.99 km², de la cual 85,63 km² corresponden a tierra firme y (0,41 %) 0,35 km² es agua.

## Demografía
Según el censo de 2010, había 424 personas residiendo en el municipio de Independence. La densidad de población era de 4,93 hab./km². De los 424 habitantes, el 97,88 % eran blancos, el 1,18 % eran asiáticos, el 0,24 % eran de otras razas, y el 0,71 % eran de una mezcla de razas. Del total de la población, el 0,71 % eran hispanos o latinos de cualquier raza.